# Linford Christie
Linford Cicero Christie, född 2 april 1960 i Saint Andrew Parish, Jamaica, är en brittisk före detta sprinter. I Samväldesspelen representerade Christie England, i alla andra sammanhang representerade han Storbritannien och Nordirland.
Christie blev silvermedaljör på 100 meter i Seoul-OS 1988 på tiden 9,97, nytt europarekord. Christie var tredje man i mål men tilldelades silvret då Kanadas Ben Johnson (9,79) diskvalificerades på grund av dopning. Förenta Staternas Carl Lewis vann guldet på världsrekordtiden 9,92.
Christie förbättarde europarekordet till 9,92 i VM-finalen 1991 men då de tre amerikanerna i loppet alla noterade personbästa (Carl Lewis 9,86 = världsrekord), Leroy Burrell 9,88 och Dennis Mitchell 9,91) räckte Christies endast till en fjärdeplats.
Christie vann guld på 100 meter vid OS 1992 på tiden 9.96 före Frankie Fredericks (10,02) och Dennis Mitchell (10,04). År 1993 blev Christie världsmästare i Stuttgart efter att ha noterat europarekord, 9,87. Christie avstängdes 1999 för doping, därefter drog han sig tillbaka. Efter den aktiva karriären har han bland annat verkat som tränare för brittiska sprinters (dessa chockade bland annat USA genom att vinna stafetten 4x100m i OS 2004).
Christie noterade europarekord vid VM-finalen i Tokyo 1991 med 9,92. Tiden räckte till en fjärdeplats efter amerikanerna Lewis, Burell och Mitchell (vilka även de noterade personbästa).
Vid VM-triumfen 1993 klockades Christie för det nya rekordet 9,87 (tvåan Cason, USA, 9,92 s). Detta rekord tangerades av landsmannen Dwain Chambers 2002 och underskreds 2004 av portugisen Francis Obikwelu. Sedan Chambers stängts av för dopning står Christie åter ensam som brittisk rekordinnehavare.

## Medaljer
Guld
- OS 1992 100 meter (9,96)
- VM 1993 100 meter (9,87 Europarekord)
- EM 1986 100 meter (10,15)
- EM 1990 100 meter (10,00)
- EM 1994 100 meter (10,14)
- Samväldesspelen 1990 100 meter (9,93 w)
- Samväldesspelen 1990 4x100 meter (England: 38,67)
- Samväldesspelen 1994 100 meter (9,91)

Silver
- OS 1988 100 meter (9,97)
- OS 1988 4x100 meter (Storbritannien: Bunney, Regis, McFarlane och Christie, 38,28)

Brons
- EM 1990 200 meter (20,33)

## Rekord
- 100 meter: 9,87, Stuttgart, Baden-Württemberg, 15 augusti 1993 (Brittiskt rekord)
- 200 meter: 20,09, Seoul, Sydkorea, 28 september 1988

### Europarekord100 meter
- 9,97, Seoul, Sydkorea, 24 september 1988
- 9,92, Tokyo, Japan, 25 augusti 1991
- 9,87, Stuttgart, Tyskland, 15 augusti 1993